# Cantonul Baugé
Cantonul Baugé este un canton din arondismentul Saumur, departamentul Maine-et-Loire, regiunea Pays de la Loire, Franța.

## Comune
- Baugé-en-Anjou (reședință)
- Bocé
- Chartrené
- Cheviré-le-Rouge
- Clefs-Val d'Anjou
- Cuon
- Échemiré
- Fougeré
- Le Guédeniau
- Saint-Quentin-lès-Beaurepaire